# Campeonato Potiguar Segunda Divisão 2008
In 2008 werd de elfde editie van de Campeonato Potiguar Segunda Divisão gespeeld voor voetbalclubs uit de Braziliaanse staat Rio Grande do Norte. De competitie werd georganiseerd door de FNF en werd gespeeld van 24 augustus tot 20 september. Real Independente werd kampioen. 

## Eerste fase

### Groep A
| Plaats | Club              | Wed. | W | G | V | Saldo | Ptn. |
| ------ | ----------------- | ---- | - | - | - | ----- | ---- |
| 1.     | Real Independente | 2    | 1 | 1 | 0 | 3:2   | 4    |
| 2.     | Upanema           | 2    | 0 | 1 | 1 | 2:3   | 1    |

|  | Geplaatst voor finale |

### Groep B
| Plaats | Club             | Wed. | W | G | V | Saldo | Ptn. |
| ------ | ---------------- | ---- | - | - | - | ----- | ---- |
| 1.     | Cruzeiro         | 4    | 3 | 0 | 1 | 11:4  | 9    |
| 2.     | Parnamirim       | 4    | 2 | 0 | 2 | 9:11  | 6    |
| 3.     | Atlético Potengi | 4    | 1 | 0 | 3 | 5:10  | 3    |

|  | Geplaatst voor finale |

## Finale
Potiguar Seridoense werd tot kampioen uitgeroepen omdat ze een beter doelsaldo hadden in de eerste fase. 
| Team #1  | Tot.  | Team #2           | 1ste wed | 2de wed |
| -------- | ----- | ----------------- | -------- | ------- |
| Cruzeiro | 1 - 3 | Real Independente | 0 - 1    | 1 - 2   |

## Kampioen
| Campeonato Potiguar de 2008 - Segunda Divisão |
| Rio Grande do Norte                           |
| --------------------------------------------- |
| REAL INDEPENDENTE Kampioen (1° titel)         |